# Хшановский, Игнаций
Игнаций Хшановский (пол. Ignacy Chrzanowski; 1866, Люблинская губерния, Царство Польское, Российская империя — 1940, концентрационный лагерь Заксенхаузен, Германия) — польский историк литературы, профессор.

## Биография
Родился 5 февраля 1866 года в селе Сток  (пол.)) Люблинской губернии (ныне в гмине Улян-Маёрат Люблинского воеводства Польша).
Он происходил из помещичьей дворянской семьи, сын Болеслава Хшановского и Елены, урождённой Дмоховской; был дальним родственником Иоахима Лелевеля и Генрика Сенкевича.
Учился в 5-й Варшавской гимназии (1876—1883). Затем изучал филологию, философию и историю в университетах Варшавы (1883—1888) и Бреслау (1890—1891); продолжил образование в Берлине и Париже (1891—1894). Затем работал учителем в частных школах Варшавы, сотрудничал и редактировал польские газеты и журналы, в частности, «Przegląd Pedagogiczny», «Ateneum», «Pamiętnik Literacki». В 1895–1898 годах он читал лекции на польском языке в школе Леопольда Кроненберга в Варшаве.
В 1910—1931 гг. был профессором Ягеллонского университета в Кракове. С 1912 года был руководителем кафедры истории польской литературы. Стал почëтным профессором университета.
Член-корреспондент с 1906 г., а с 1914 года действительный член Польской академии знаний, председатель Комиссии истории и философии, а также — истории польской литературы Польской академии знаний. В 1907 году был одним из основателей Варшавского научного общества. В 1919 г. получил степень почётного доктора (Honoris causa) Ягеллонского университета, с 1938 г. — университета г. Познань. В 1923 году был награждён Командорским крестом ордена Возрождения Польши.
В 1937 году был награждëн золотыми Академическими лаврами Польской Академии Литературы за выдающиеся научные и творческие работы, связанные с изящной литературой.
Игнаций Хшановский — один из группы польских профессоров, арестованных гитлеровцами в ноябре 1939 года в Кракове. Умер от пневмонии в концлагере Заксенхаузен, 19 января 1940 года. Похоронен на Раковицком кладбище в Кракове.
Три месяца спустя в Катыни был расстрелян его сын Богдан Хшановский.

## Научная работа
Основной темой Хшановского было изучение литературы Польши эпохи Возрождения, Просвещения и романтизма, проявления в ней философской мысли, польская средневековая культура и религиозная литература.
В 1911—1939 годах опубликовал 50 томов серии «Исторические и литературные произведения», подготовил ряд работ по творчеству Б. Т. Трентовского.
Автор монографий о Г. Сенкевиче, П. Скарге, А. Фредро, а его главный труд — «История литературы независимой Польши» (1906).